# Сумаляк
Сумаля́к или Сумана́к (перс. سمنو‎; тадж. суманак; каз. сүмелек; каракалп. Sumelek; кирг. сүмөлөк; узб. sumalak/сумалак; азерб. səməni, туркм. semeni) — праздничное блюдо персоязычных и тюркоязычных народов Средней Азии, Ирана  и Закавказья. В основном распространён среди персов, пуштунов, таджиков, туркменов, узбеков, южных казахов, киргизов и каракалпаков. Готовится из пророщённых зёрен пшеницы. Входит в состав Хафт син — праздничного стола весеннего праздника Навруз.

## История блюда
В древности сумаляк в качестве ритуального блюда готовили перед началом весенних посевных работ. Сумаляк готовят из проросших зёрен пшеницы, которые перемалываются, а затем варятся в котле с добавлением муки в течение 20—24 часов. На дно казана кладут небольшие камни, которые предохраняют сумаляк от подгорания. Считается, что, если такой камень попадается во время еды, нужно загадать желание. Во многих культурах сумаляк готовят с песнопениями, танцами и шутливыми, весёлыми припевками. После охлаждения блюдо подаётся к столу. Также считается, что это блюдо наделяет людей физическими и духовными силами.

## Легенды о появлении блюда
Существует несколько легенд о происхождении сумаляка:
- Однажды иранский город-крепость на берегу Джейхуна (нынешней Амударьи) был осаждён кочевниками с Востока. Когда кончились все припасы, старейшины приказали извлечь последние мешки отсыревшей и проросшей пшеницы. Когда защитники города отведали неприглядное на вид варево, они почувствовали такой прилив сил и с такой яростью стали отбивать атаки врагов, что те пришли в замешательство и отступили. На земле снова утвердился мир.
- Одни из первых людей, поселившиеся на территории Средней Азии, занимались земледелием. В одну из зим наступили чрезвычайно сильные холода, к которым люди не были готовы. Закончились запасы продовольствия, у людей не было тёплых вещей. Уже в самом конце зимы люди собрали проросшие пшеничные зёрна и без рецепта сварили всё, что у них осталось из запасов. Получившееся блюдо помогло людям спастись от голода, прибавило сил.
- Земледелец, готовясь к севу пшеницы, увлажнил зёрна. Они проросли, но в этот момент погода испортилась и земледелец попросил жену сварить кашу из этих зёрен. После долгой варки получилось блюдо, очень понравившееся земледельцу. С тех пор сумаляк готовят каждый год.